# Uray Zoltán
Uray Zoltán (Kolozsvár, 1931. szeptember 23. –) erdélyi magyar biológus, radiológus, vívó, a biológiatudományok doktora, a Magyar Tudományos Akadémia külső tagja.

## Életútja
Középiskolai tanulmányait szülővárosában a Református kollégiumban végezte (1950), egyetemi diplomát a Bolyai Tudományegyetem Természettudományi Karán biológiából szerzett (1955). A biológiai tudományok doktora (1970). Szakmai pályáját Kolozsváron a Tartományi Kórház Nukleáris Orvosgyógyászati Laboratóriumában biológusként kezdte (1955–69), majd az Onkológiai Intézetben, tudományos főkutatóként folytatta (1969–97). Tanulmányúton volt Stockholmban a Karolinska Egyetemen, Budapesten a sugárbiológiai intézetben, a Freiburgi Egyetem biofizikai tanszékén, a szegedi Orvosi Egyetemen.
1965-től a Román Nukleáris Orvosgyógyászati Szövetség, 1990-től a Román Kutatók Szövetsége tagja, a Román Akadémia Sugárbiológiai Szakosztálya kolozsvári fiókjának titkára, 1995–2002 között az EME Matematikai és Természettudományi Szakosztályának elnöke, 1998-tól az MTA külső, rendes tagja. Akadémiai székfoglalóját 1999-ben Sugársérülések mérséklése kémiai és biológiai anyagokkal címmel tartotta.
Fiatal korában tőrvívó volt, 1950–1957 a román vívóválogatott tagja, 1954-ben a Sport mestere címet is megkapta. 1952-ben részt vett a helsinki olimpián. 1954-ben a budapesti főiskolai világbajnokságon bronzérmes volt (egyéniben és csapatban is). Kétszeres országos tőrvívóbajnok.

## Tudományos munkássága
Kutatási területei: a radioaktív izotópok diagnosztikai és terápiás felhasználása, sugárbiológia, kémiai–biológiai sugárvédelem, a pajzsmirigyrák izotópos kezelésének optimalizálása, timuszkivonatokkal és citokinekkel végzett szupportív terápia hatásvizsgálata onkológiai sugár- és kemoterápiával kezelt betegeknél.
Kutatási eredményeit hazai és külföldi szaklapokban (Agressologie, Clujul Medical, Cancerul, Die Naturwissenschaften, Endocrinologie, Izotóptechnika-Diagnosztika, Magyar Onkológia, News Letter, Orvosi Szemle, Panminerva Medical, Radiosensition, Radiologia-Radioterapia, Revue Roumaine de Biochemie, Revista Italiana di Biologia hasábjain közölte. Hét onkológiai és két sugárbiológiai monográfia társszerzője. Tudománynépszerűsítő írásai a A Hét, a Korunk, a TETT hasábjain jelentek meg.

## Fontosabb munkái
- Die Strahlenschutzwirkung von Impramin (társszerző T. Holan, Naturwissenschaften 1966);
- Propriétés radioprotectrices de derivés butyropheniques (többekkel, Agressologie 1970);
- L’action radioprotectrice de Trimipramine (többekkel, Agressologie 1970); *Valeur de la Leucotrofina comme adjuvant dans la radiotherapie antitumorale (többekkel, Agressologie 1980);
- Clinical application of radioprotective substances (Oncologia 1981);
- Influence of Thymic Humoral Factors on the haemopoiesis in mice (többekkel, Radiosensitization Newsletter 1985);
- Toxicological and radiobiological studies concerning the clinical use of radioprotective drugs (többekkel, Drug Toxicity 1985);
- Onkológiai sugár és kemoterápia optimalizálása biológiai kivonatokkal (többekkel, Izotóptechnika-Diagnosztika 1993);
- Radioiodine tretament of differentiated Tyroid cancer (többekkel, Cancerul 1995);
- Studiu comparativ asupra acţiunii hematorestauratoare a unor substanţe biomodulatoare la şobolani iradiaţi (többekkel, Romanian Journal of Compared Oncology 2000);
- Sugársérülések mérséklése kémiai és biológiai anyagokkal (Székfoglaló előadások a Magyar Tudományos Akadémián 2000).

## Díjak
- 1954 Sport mestere cím (Maestru al Sportului)
- 1954 Munka Érdemrend (Medalia muncii)
- 2003-ban az MTA Arany János-érme
- 2009 Mikó Imre-díj
- 2020 Kolozsvár Társaság díja: Kolozsvár büszkesége
- 2022 A Magyar Érdemrend lovagkeresztje [3]